# Список глав государств в 87 году
| 86 ← Список глав государств по годам → 88 |

## Африка
- Мероитское царство — Терикенивал, царь (85 — 103)

## Азия
- Анурадхапура — Васабха, царь (66 — 110)
- Армения Великая — Трдат I, царь (53 — 54, 55 — 58, 62 — 88)
- Иберия — Митридат I, царь (58— 106)
- Китай (династия Восточная Хань) — Чжан-ди (Лю Да), император (75 — 88)
- Корея (Период Трех государств):
  - Когурё — Тхэджохо, тхэван (53 — 146)
  - Пэкче — Киру, тхэван (77 — 128)
  - Силла — Пхаса, исагым (80 — 112)
- Кушанское царство — Вима Такто, царь (80 — 95)
- Набатейское царство — Раббэль II Сотер, царь (70 — 106)
- Осроена — Абгар VI, царь (71 — 91)
- Парфия — Пакор II, шах (78 — 105)
- Сатавахана — Шивасвати Сватикарни,  махараджа (84 — 112)
- Харакена — Пакор II, царь (80/81 — 101/102)
- Хунну — Сюань, шаньюй (85 — 88)
- Элимаида — Фраат,  царь (ок. 70 — ок. 90)
- Япония — Кэйко, тэнно (император)  (71 — 130)

## Европа
- Боспорское царство — Рескупорид II, царь (68 — 93)
- Дакия:
  - Дурас, вождь (68 — 87)
  - Децебал, вождь (87 — 106)
- Ирландия — Туатал Техтмар, верховный король (76 — 106)
- Римская империя:
  - Домициан, римский император (81 — 96)
  - Домициан, консул (87)
  - Луций Волузий Сатурнин, консул (87)

## Галерея

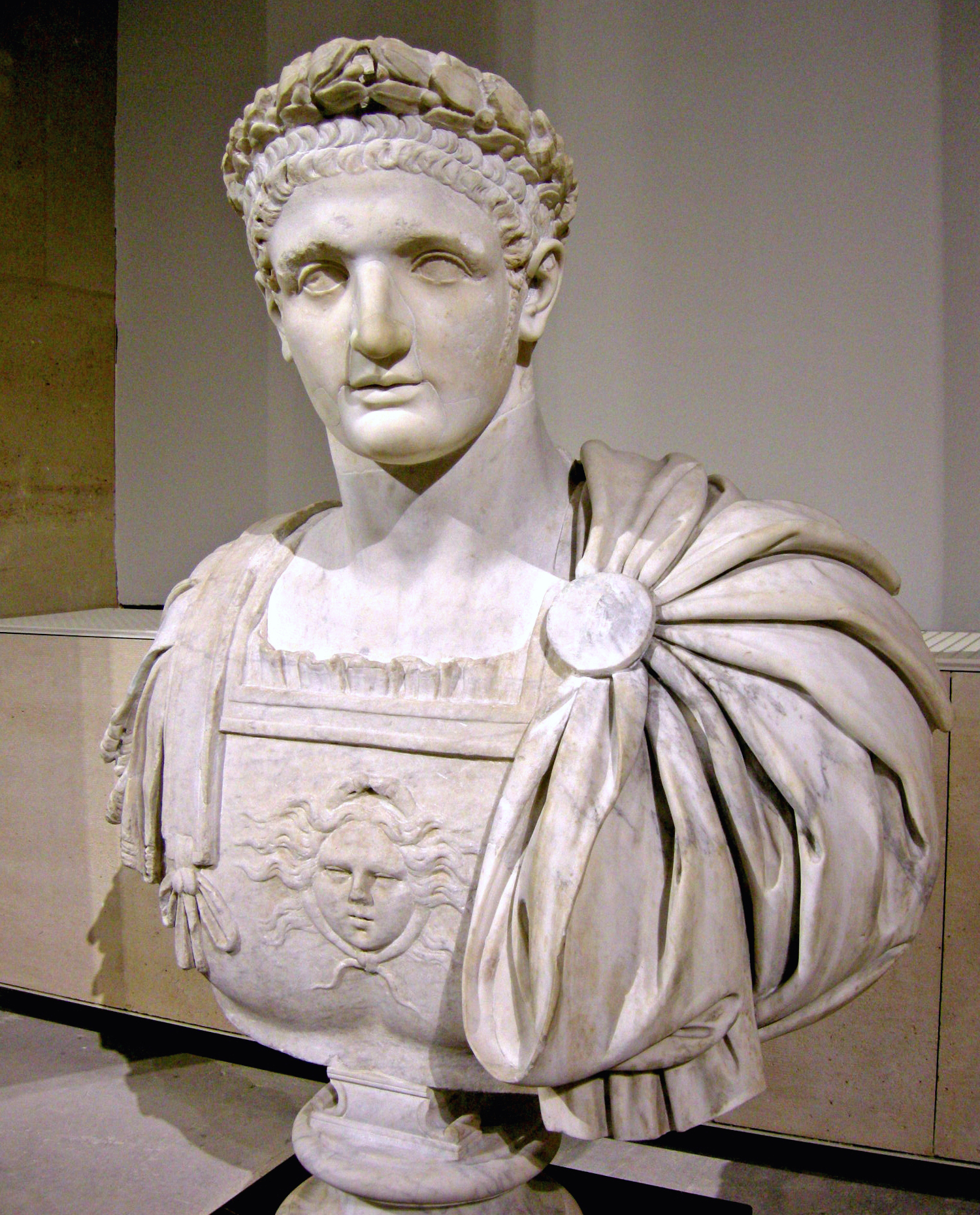
Домициан 81—96 Император Римской империи
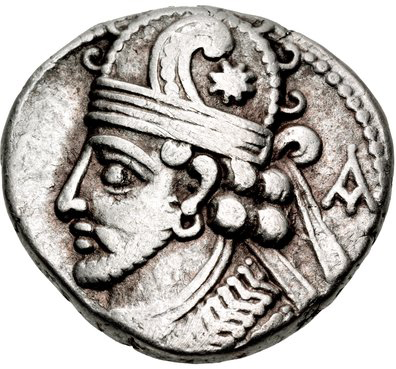
Пакор II 78—105 Шах Парфии
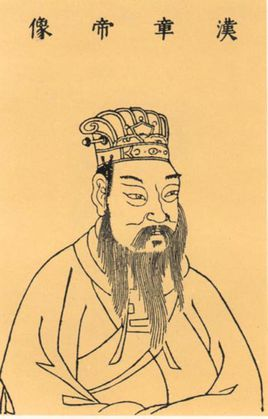
Чжан-ди 75—88 Император Восточной Хань
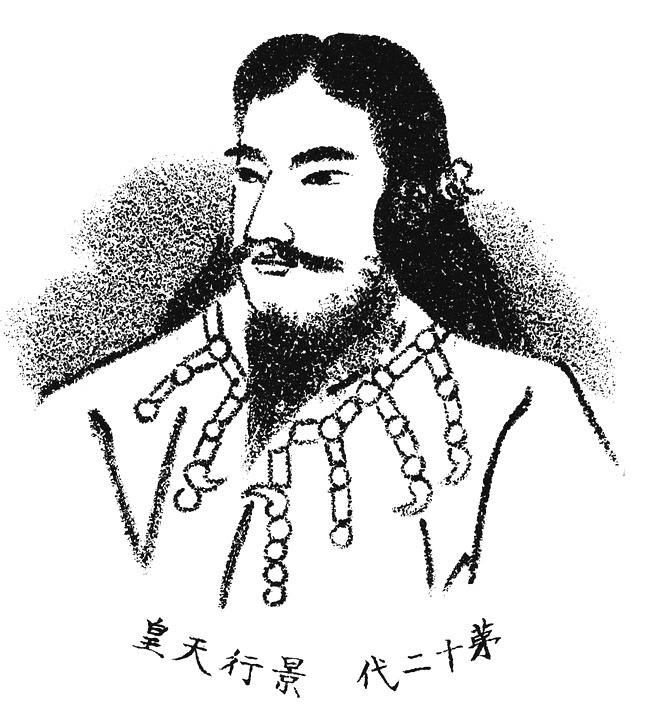
Кэйко 71—130 Император Японии
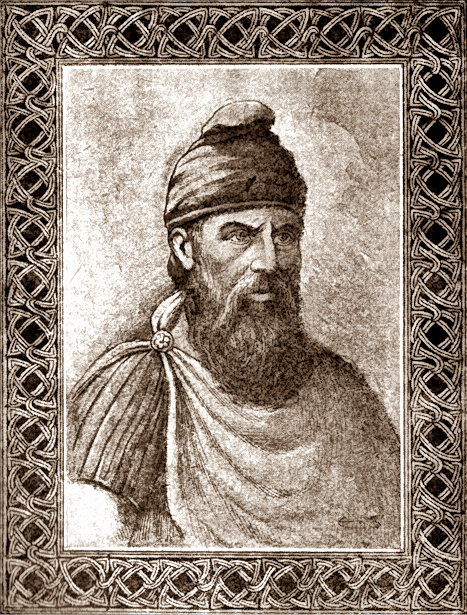
Децебал 87—106 Вождь даков
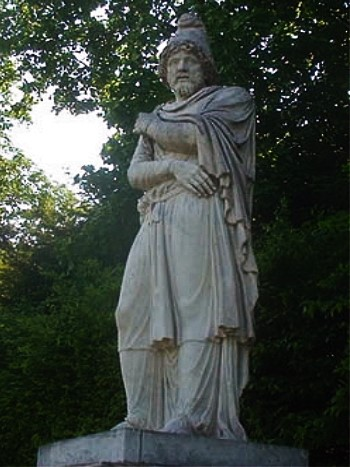
Трдат I 53—54, 55—58, 62—88 Царь Великой Армении